# Cantua tomentosa
Cantua tomentosa är en blågullsväxtart som beskrevs av Cavanilles. Cantua tomentosa ingår i släktet Cantua och familjen blågullsväxter. Inga underarter finns listade i Catalogue of Life.